# قانون الاستثمار الأجنبي لجمهورية الصين الشعبية
قانون الاستثمار الأجنبي لجمهورية الصين الشعبية أو قانون الاستثمار الأجنبي هو قانون لجمهورية الصين الشعبية يحكم الاستثمار الأجنبي المباشر في الصين. اعتمد القانون من قبل المجلس الوطني لنواب الشعب الصيني في 15 مارس 2019 ودخل حيز التنفيذ في 1 يناير 2020. وهو يحل محل قانون جمهورية الصين الشعبية بشأن المشاريع المشتركة بين الصين والدول الأجنبية، وهو قانون أصيل لجمهورية الصين الشعبية بشأن الشركات المملوكة بالكامل للأجانب وقانون جمهورية الصين الشعبية بشأن المشاريع التعاونية الصينية الأجنبية المشتركة.

## التاريخ
بعد فترة وجيزة من الإصلاح والانفتاح في الصين، اعتمدت البلاد أول قانون لها بشأن المشاريع المشتركة في الأسهم في عام 1979، وتم سن القوانين الخاصة بالمؤسسات المملوكة بالكامل للأجانب والمشاريع التعاونية المشتركة في الثمانينيات. على مدى العقود الماضية قدموا ضمانات قانونية للشركات الأجنبية وعززوا الاستثمار الأجنبي والتعاون في الصين. نظرًا لأن الصين أصبحت واحدة من أكبر المتلقين للاستثمار الأجنبي المباشر في العالم مع حوالي 960.000 شركة ذات استثمارات أجنبية وأكثر من 2.1 تريليون دولار أمريكي من الاستثمار الأجنبي المباشر المتراكم بحلول نهاية عام 2018، فإن الإطار القانوني للاستثمار الأجنبي بحاجة إلى التحديث من أجل مزيد من الإصلاح والانفتاح.
تم اعتماد قانون الاستثمار الأجنبي الموحد الذي حل محل القوانين الثلاثة القائمة، في الدورة الثانية للمجلس الوطني الثالث عشر لنواب الشعب الصيني في 15 مارس 2019، ودخل حيز التنفيذ في 1 يناير 2020.

## الأحكام الرئيسية
الأحكام الرئيسية للقانون هي كما يلي:
- يعرّف «الاستثمار الأجنبي» بأنه نشاط استثماري يقوم به شخص طبيعي أجنبي أو مؤسسة أو منظمة أخرى بشكل مباشر أو غير مباشر، بما في ذلك إنشاء مؤسسة ذات تمويل أجنبي في الصين أو الحصول على الأسهم أو الأسهم العقارية أو أي حقوق ومصالح أخرى مماثلة لمؤسسة محلية، كإجراء استثمار لبدء مشروع جديد بشكل مستقل أو بالاشتراك مع أي مستثمر آخر، والاستثمار بأية طريقة أخرى تنص عليها القوانين أو اللوائح.
- تطبق الحكومة أنظمة إدارة المعاملة الوطنية قبل التأسيس والقائمة السلبية للاستثمار الأجنبي.
- تم تفويض الإدارات المختصة للتجارة (وزارة التجارة) والاستثمار (اللجنة الوطنية للتنمية والإصلاح) بمسؤولية رئيسية لتعزيز وحماية وإدارة الاستثمار الأجنبي.
- تطبق جميع السياسات الوطنية المتعلقة بدعم تنمية المؤسسات بالتساوي على المؤسسات ذات التمويل الأجنبي وفقًا للقانون. تنشئ الحكومة نظامًا خدميًا للاستثمار الأجنبي، وتزود المستثمرين الأجانب والشركات ذات التمويل الأجنبي بالاستشارات والخدمات فيما يتعلق بالقوانين واللوائح والسياسات والتدابير ومعلومات مشاريع الاستثمار والجوانب الأخرى.
- لا يجوز للحكومة مصادرة أي استثمار يقوم به مستثمرون أجانب. في ظل ظروف خاصة يجوز للحكومة مصادرة استثمار قام به مستثمرون أجانب للمصالح العامة وفقًا للقانون. يجب أن يتم هذا المصادرة أو المصادرة وفقًا للإجراءات القانونية وسيتم تقديم تعويض عادل ومعقول في الوقت المناسب.
- يجوز للمستثمر الأجنبي تحويل مساهماته وأرباحه ومكاسب رأس المال والدخل من التخلص من الأصول وإتاوات حقوق الملكية الفكرية والتعويضات التي تم الحصول عليها بشكل قانوني والدخل من التصفية وما إلى ذلك داخل أراضي الصين باليوان الصيني أو ما إلى ذلك. عملة أجنبية.
- تحمي الحكومة حقوق الملكية الفكرية والأسرار التجارية للمستثمرين الأجانب والشركات ذات التمويل الأجنبي، وتشجع التعاون التكنولوجي على أساس الإرادة الحرة وقواعد العمل.
- تؤسس الحكومة نظام مراجعة السلامة لأي استثمار أجنبي يؤثر أو لديه إمكانية التأثير على الأمن القومي.

## تعليقات
قال وانغ تشن نائب رئيس اللجنة الدائمة للمجلس الوطني لنواب الشعب الصيني، إن القانون يظهر إرادة الصين وتصميمها على متابعة الإصلاح والانفتاح في سياق تاريخي جديد، وإنه «دليل كامل على تصميم الصين وثقتها في الانفتاح على نطاق أوسع العالم الخارجي وتشجيع الاستثمار الأجنبي في العصر الجديد».
قالت فيفيان جيانغ نائبة رئيس شركة ديليوت الصين إن القانون يرسل إشارة إلى «مزيد من الشفافية»، وسوف «يعزز جاذبية السوق الصينية لرأس المال الأجنبي».
قال يورج ووتكي رئيس غرفة تجارة الاتحاد الأوروبي في الصين، إن القانون يضع «تأكيدًا قويًا على منع الكيانات الصينية من إجبار الشركات الأجنبية على نقل التكنولوجيا القيمة» من أجل القيام بأعمال تجارية في الصين، مع تحسين حماية الأسرار التجارية.
قال جيك باركر النائب الأول لرئيس مجلس الأعمال الأمريكي الصيني، إن القانون لا يزال يقصر عن «تحديد أنواع الإفصاح عن الأسرار التجارية التي سيتم حظرها، وتوضيح أنواع الإدارات الإدارية التي قد تنطبق عليها الأحكام الخاصة بنقل التكنولوجيا»، كما أنه «غامض بشأن كيفية إدارة قنوات الاتصال بين الوكالات الحكومية والكيانات الأجنبية، وكيفية دمج الملاحظات».